# Ptychomitrium vaginatum
Ptychomitrium vaginatum là một loài rêu trong họ Ptychomitriaceae. Loài này được Besch. mô tả khoa học đầu tiên năm 1877.